# Colleyville (Texas)
Colleyville város az USA Texas államában, Tarrant megyében. Lakosainak száma 26 057 fő (2020. április 1.).

## Népesség
A település népességének változása:

| 2010 | 22 807 |
| 2020 | 26 057 |